# Lu Ogawa
Jose Lucio Ogawa Rodrigues (Barcarena, 15 de outubro de 1980), conhecido como Lu Ogawa, é um político brasileiro, filiado ao Progressistas (PP). Atualmente, é deputado estadual pelo Pará, eleito nas eleições de 2022. 